# Marino Favati
Marino Favati (Pisa, 29 giugno 1899 – ...) è stato un calciatore italiano, di ruolo attaccante.

## Carriera
Debutta in massima serie nella stagione 1921-1922 con il Pisa, disputando con i toscani sei campionati per un totale di 115 presenze e 17 reti.
In particolare, tra il 1922 e il 1926 disputa 58 gare in Prima Divisione, la massima serie dell'epoca, segnando 7 gol.